# Rheinlandhalle (Krefeld)
Die Rheinlandhalle ist eine Eissporthalle in der nordrhein-westfälischen Stadt Krefeld. Sie wurde 1936 an der damaligen Hindenburgstraße erbaut und am 7. November des Jahres unter dem Namen „Hindenburg-Stadion“ eröffnet. 1947 wurde die Halle grundlegend renoviert und 1955 neu errichtet. Seither wird sie „Rheinlandhalle“ genannt. Sie hat ein Fassungsvermögen von 6714 Zuschauern (davon 2783 auf Sitzplätzen).
Am 1. Februar 2001 beschloss der Rat der Stadt Krefeld, eine neue Mehrzweckhalle zu errichten. Die Yayla-Arena (ehemals „Königpalast“) wurde gegenüber der „alten Dame“ Rheinlandhalle erbaut und 2004 eröffnet. 
Am 3. Dezember 2004 fand das letzte DEL-Spiel mit der Begegnung Krefeld Pinguine gegen die Adler Mannheim statt. Heute dient die Rheinlandhalle weiterhin als Eishalle und zu Trainingszwecken. Der EHC Krefeld Niederrhein trägt hier seine Heimspiele aus.
Im Dezember 2006 war die Rheinlandhalle schließlich erneut Austragungsort einiger DEL-Partien, da einige Spiele der Krefeld Pinguine durch einen Defekt in der Yayla-Arena im Dezember 2006 und Januar 2007 wieder in die Rheinlandhalle verlegt werden mussten.

## Neubauprojekt Rheinlandhallen
Aufgrund des schlechten technischen Zustands der Rheinlandhalle, schrieb die Stadt Krefeld 2020 einen Investorenwettbewerb für einen Ersatzneubau aus. Im Oktober 2023 wurde ein Kooperationsvertrag zum Bau einer neuen Sportanlage auf dem naheliegenden ehemaligen Kerrygold-Gelände unterzeichnet, welche den Namen Rheinlandhallen tragen soll. Diese sollen unter anderem zwei 26 mal 60 Meter große Eisflächen mit Platz für je 1.000 Zuschauende, drei Mehrzweckturnhallen sowie ein Außensportgelände umfassen.
Der Kostenanteil der Stadt beträgt 90,7 Millionen Euro. Die Bauarbeiten sollen bis zu Beginn der Saison 2027/28 abgeschlossen sein. Anschließend soll die alte Rheinlandhalle abgerissen werden. Auf dem bisherigen Gelände sind eine Seniorenwohnanlage, ein medizinisches Zentrum, eine Kindertagesstätte sowie Wohnraum geplant.
Der symbolische erste Spatenstich erfolgte im Mai 2024.
Ende 2024 wurden nachträgliche Änderungen an der technischen Planung vorgenommen: Statt die Wärme- bzw. Kälteversorgung per Fernwärme umzusetzen, soll nun eine Wärmepumpe mit Eisspeichertechnologie zum Einsatz kommen, wodurch praktisch keinerlei CO2-Emissionen mehr entstehen sollen. Außerdem soll die Anlage barriereärmer gestaltet werden, sodass sie für Sledge-Hockey genutzt werden kann. Die Kosten des Projekts sollen durch diese Änderungen nicht steigen.